# Pseudochirulus mayeri
Pseudochirulus mayeri is een zoogdier uit de familie van de kleine koeskoezen (Pseudocheiridae). De wetenschappelijke naam van de soort werd voor het eerst geldig gepubliceerd door Rothschild & Dollman in 1932.

## Voorkomen
De soort komt voor op Nieuw-Guinea.